# Risoba delicatula
Risoba delicatula är en fjärilsart som beskrevs av Embrik Strand 1917. Risoba delicatula ingår i släktet Risoba och familjen trågspinnare. Inga underarter finns listade.